# Jan Blatný
Jan Blatný (ur. 24 marca 1970 w Prościejowie) – czeski lekarz i nauczyciel akademicki, od 2020 do 2021 minister zdrowia.

## Życiorys
W 1994 ukończył studia na wydziale lekarskim Uniwersytetu Masaryka w Brnie. Doktoryzował się na tej uczelni w 2005 w zakresie hematologii dziecięcej. Został nauczycielem akademickim na macierzystym uniwersytecie, od 2018 na stanowisku docenta. Jako lekarz zawodowo od 1994 związany z uniwersyteckim szpitalem dziecięcym w Brnie. Był kierownikiem kliniki hematologii dziecięcej i zastępcą głównego lekarza. W międzyczasie od 2006 do 2008 pracował w szpitalu dziecięcym w Dublinie.
W październiku 2020 zastąpił Romana Prymulę na urzędzie ministra zdrowia w drugim rządzie Andreja Babiša. Odwołano go w kwietniu 2021.